# Mathieu Klein
Pour les articles homonymes, voir Klein.
Mathieu Klein, né le 20 janvier 1976 à Phalsbourg (Moselle), est un homme politique français.
Membre du Parti socialiste (PS), il est président du conseil général puis départemental de Meurthe-et-Moselle de 2014 à 2020. À la suite des élections municipales de 2020 et après une première tentative en 2014, il devient maire de Nancy.

## Biographie

### Jeunesse et formation
Mathieu Klein naît dans une famille d'instituteurs à Phalsbourg en Moselle. Avec ses deux frères, il grandit dans le même département à Holving, près de Sarralbe, avant d'être lycéen à Sarreguemines et de venir à Nancy en 1993 pour suivre des études d'histoire puis de sociologie en 1994,. Il poursuit ses études universitaires à Paris. 
Il a d'abord songé à devenir prêtre avant de se lancer en politique.

### Parcours politique

#### Débuts dans le militantisme
Mathieu Klein est membre du Parti socialiste depuis 1992, année où il s’engage en faveur du « oui » au référendum sur le traité de Maastricht alors qu'il est encore lycéen à Sarreguemines. Il devient ensuite syndicaliste étudiant au sein de l’UNEF-ID à Nancy puis à Paris ; il est bientôt responsable des questions de santé du bureau national. 
Il fonde en 1994 à Nancy et préside l'association Homonyme Nancy Jeunes Gays, militant pour l’égalité et contre le sida et l'homophobie. L'association organise à Nancy une Marche pour l'égalité des droits des homosexuels et des lesbiennes le 25 février 1995. Il préside ensuite en 1996 AIDES Lorraine Sud, organisant le troisième carnaval gay de Nancy en avril 1996, avec des Sœurs de la Perpétuelle Indulgence pour lutter contre le sida, « battre en brèche l'ordre moral » et « dénoncer fermement les positions de l'Église » sur l'homosexualité et le sida,,,,,,. Il adhère au mouvement Homosexualités et socialisme (HES). 
Il est ensuite président départemental des jeunes socialistes, secrétaire de la section de Nancy du PS puis premier secrétaire de Meurthe-et-Moselle en 2008 et membre du bureau national du PS,.

### Premières candidatures aux élections
Il rejoint en 2000 le cabinet du président du conseil général de Meurthe-et-Moselle,, le socialiste Michel Dinet, dont il devient le « fils spirituel ». Après une brève installation en 2003 à Paris où il travaille en tant que responsable du développement au sein de l'association Sida Info Service, il est élu conseiller général de Meurthe-et-Moselle en 2004, dans le canton de Nancy-Nord, battant au second tour le sénateur UMP Philippe Nachbar, avec 60,7 % des voix. Il est réélu en 2011 avec 61,7 % des voix au second tour.  
Au lendemain de l'élection présidentielle de 2002, il rejoint un temps le Nouveau Parti socialiste avant d'intégrer en 2009 le cabinet de Martine Aubry, alors première secrétaire du PS. Il fait partie de son équipe pendant la primaire citoyenne de 2011.
Jusqu’à son élection à la tête du conseil général de Meurthe-et-Moselle en 2014, il travaille à temps partiel au sein la Mutualité française lorraine,, où il s’occupe de la prévention et de l’accès aux soins.
Candidat à 29 ans à une élection législative partielle à Nancy en 2005 contre Laurent Hénart, il est battu au second tour de 399 voix. Il est à nouveau candidat contre ce dernier lors des élections législatives de 2007 dans la première circonscription de Meurthe-et-Moselle et à nouveau battu, obtenant néanmoins 49,2 % des voix au second tour,. Aux élections municipales de 2014 à Nancy, la liste qu'il conduit est défaite au second tour par celle de Laurent Hénart (UDI),,,.

### Président du conseil départemental de Meurthe-et-Moselle
Le 22 avril 2014, à la suite de la mort accidentelle de son mentor Michel Dinet, alors qu’il était jusque-là vice-président délégué à l’éducation et à l’innovation citoyenne au conseil général de Meurthe-et-Moselle, il est élu président de l’assemblée départementale par 34 voix sur 44,,,. Il est alors un des plus jeunes présidents de conseil départemental et le seul à être ouvertement homosexuel. Il est élu conseiller départemental dans le canton de Nancy-2 (nouveau découpage) le 29 mars 2015, en binôme avec Véronique Billot, recueillant 56,7 % des suffrages. Il est élu président du conseil départemental le 2 avril 2015.
Nationalement, il s'exprime en faveur d'une prise en charge du financement du revenu de solidarité active par l’État et à l’expérimentation d’un « revenu de base » contre la pauvreté. En 2016, il soutient Manuel Valls et devient l'un de ses huit porte-parole de campagne pour la primaire citoyenne de 2017.
À partir de décembre 2017, il co-préside un groupe de travail sur la gouvernance des politiques de lutte contre la pauvreté dans les territoires. En juin 2018, à la suite d'une proposition du Premier ministre, il est chargé, avec Claire Pitollat, de conduire une mission sur l’insertion des bénéficiaires du RSA. En octobre 2018, il refuse un poste de ministre dans le gouvernement Édouard Philippe,, après avoir hésité.

### Maire de Nancy

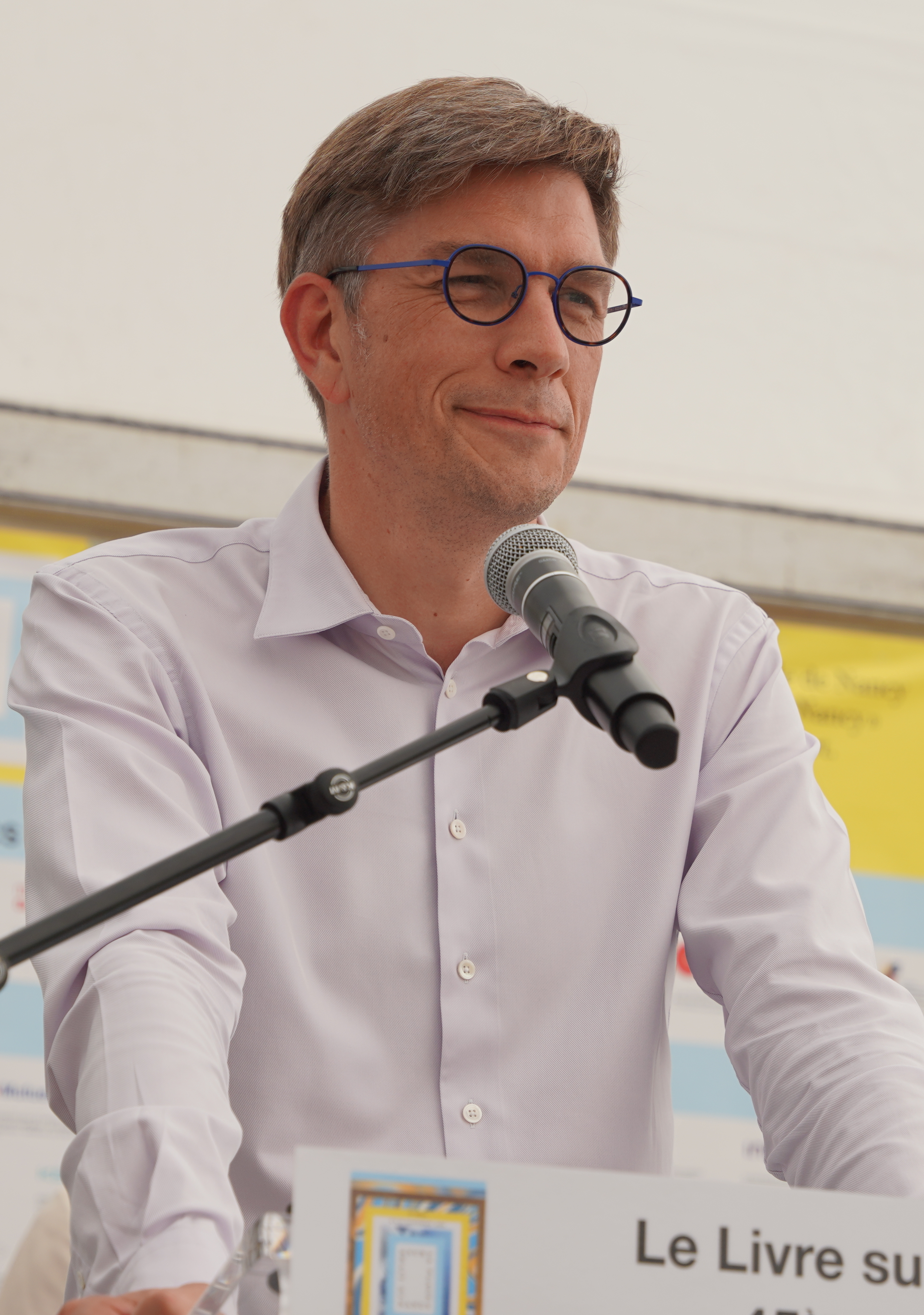
Mathieu Klein Le Livre sur la place en 2023.

Candidat aux élections municipales de 2020 à Nancy, il arrive en tête du premier tour, le 15 mars, avec 37,9 % des voix, mettant Laurent Hénart en ballotage défavorable. Au second tour, le 28 juin, sa liste « Nancy en grand », fusionnée avec la liste écologiste de l'ancien journaliste Laurent Watrin (EELV), l’emporte avec 54,5 % des voix sur celle du maire sortant. Il est élu maire de Nancy le 5 juillet, par 43 voix, devenant ainsi la première personnalité de gauche à exercer ce mandat depuis la fin de la Seconde Guerre mondiale. Il est secondé par vingt-et-un adjoints.
Le 17 juillet 2020, il est élu à la quasi-unanimité président de la Métropole du Grand Nancy succédant à André Rossinot. Le même jour, il est élu à l’unanimité président du conseil de surveillance du CHRU de Nancy. 
Il est depuis septembre 2020 l'un des 13 vice-présidents de l'association des maires de grandes villes et de métropoles, France urbaine. Co-président de la commission « Solidarités, lutte contre les inégalités et la pauvreté » de cette association, il propose notamment la création d’un droit universel en faveur des jeunes de moins de 25 ans. Il est nommé le 2 juillet 2021 président du Haut Conseil du travail social (HCTS), succédant à Brigitte Bourguignon.
Le 26 octobre 2021, il devient l'un des porte-parole de la campagne d'Anne Hidalgo, candidate à l'élection présidentielle de 2022. En 2023, à la suite d'une campagne d'affichage sauvage dans Nancy l'attaquant personnellement et des offenses répétées sur les réseaux sociaux, il est placé sous protection fonctionnelle de la collectivité.

## Vie privée
Engagé au sein d'associations de lutte contre l'homophobie, il fait partie des élus français qui se déclarent homosexuels,. Il est marié avec un médecin généraliste et le couple a trois enfants, en recourant à une gestation pour autrui (GPA) dans l'Oregon aux États-Unis,,.

## Résultats électoraux

### Élections législatives
| Année | Parti | Parti | Circonscription           | 1er tour | 1er tour | 1er tour | 2d tour | 2d tour | 2d tour |
| Année | Parti | Parti | Circonscription           | Voix     | %        | Rang     | Voix    | %       | Issue   |
| ----- | ----- | ----- | ------------------------- | -------- | -------- | -------- | ------- | ------- | ------- |
| 2007  |       | PS    | 1re de Meurthe-et-Moselle | 9 340    | 31,98    | 2e       | 14 348  | 49,20   | Battu   |

### Élections départementales
| Année | Nuance | Nuance | Canton  | Colistière       | 1er tour | 1er tour | 1er tour | 2d tour | 2d tour | 2d tour |
| Année | Nuance | Nuance | Canton  | Colistière       | Voix     | %        | Rang     | Voix    | %       | Issue   |
| ----- | ------ | ------ | ------- | ---------------- | -------- | -------- | -------- | ------- | ------- | ------- |
| 2015  |        | UG     | Nancy-2 | Véronique Billot | 3 116    | 43,53    | 1er      | 3 735   | 56,66   | Élu     |

### Élections municipales
| Année | Nuance | Nuance | Commune | Position      | 1er tour | 1er tour | 1er tour | 2d tour | 2d tour | 2d tour | Sièges (CM) |
| Année | Nuance | Nuance | Commune | Position      | Voix     | %        | Rang     | Voix    | %       | Rang    | Sièges (CM) |
| ----- | ------ | ------ | ------- | ------------- | -------- | -------- | -------- | ------- | ------- | ------- | ----------- |
| 2014  |        | UG     | Nancy   | Tête de liste | 10 377   | 35,76    | 2e       | 13 721  | 47,09   | 2e      | 13 / 55     |
| 2020  | 6 930  | UG     | Nancy   | Tête de liste | 37,88    | 1er      | 11 435   | 54,53   | 1er     | 43 / 55 |             |

## Distinctions
- Chevalier de l'ordre national du Mérite (2017)[56]